# Mlinše
Mlinše so kraj v Krajevni skupnosti Mlinše - Kolovrat v Občini Zagorje ob Savi.